# Black Boy Shine
Black Boy Shine (eigentlich Harold Holliday, * um 1900; † um 1948) war ein US-amerikanischer Blues-Musiker, der im Raum Houston aktiv war.

## Leben und Wirken
Shine, der in Houston lebte, wirkte bei den letzten Aufnahmen von J. T. Smith mit, entstanden für die American Record Corporation im April 1935 in Fort Worth mit Bernice Edwards (Piano), diese (darunter die Instrumentalnummern „Hot Mattress Stomp“ und „Ninth Street Stomp“) blieben aber unveröffentlicht. 1936 und 1937 nahm er unter eigenem Namen für Vocalion Records in San Antonio und Dallas auf; es entstanden insgesamt 18 Plattenseiten. Seine Musik ist durch Barrelhouse-Einflüsse gekennzeichnet, wie in Dog House Blues und Back Home Blues. Mit Edwards 1937 nahm er noch für Vocalion Records die Titel Gamblin' Jinx Blues und Business Woman Blues auf. Er soll um 1948 an den Folgen einer Tuberkulose-Erkrankung gestorben sein.

## Diskographische Hinweise
- Complete Recordings in Chronological Order (1936-1937) (Blues Documents, ed. 1988)